# Isabel Gutiérrez del Arroyo
Isabel Gutiérrez del Arroyo Mimoso (16 de noviembre de 1907 - enero de 2004) fue una historiadora puertorriqueña. Originalmente maestra de escuela, obtuvo títulos de la Universidad de Puerto Rico y de El Colegio de México. Becaria Guggenheim en 1955, se especializó en historia puertorriqueña y fue profesora de la UPR.

## Biografía
Isabel Gutiérrez del Arroyo Mimoso nació el 16 de noviembre de 1907 en Bayamón, Puerto Rico, una de las cuatro hijas de Rafael Gutiérrez del Arroyo e Isabel Mimoso. Originalmente trabajó como maestra de escuela en San Juan y en Caguas. Obtuvo su licenciatura en la Universidad de Puerto Rico en 1942.
Comenzó a trabajar en la UPR en la década de 1940, y se convirtió en instructora en el departamento de historia del Campus de Río Piedras. En 1946 se trasladó a México para realizar estudios de posgrado en El Colegio de México, donde obtuvo su maestría en 1948 y su doctorado en 1950, este último realizado en la Universidad Nacional Autónoma de México (UNAM); Su tesis doctoral se tituló El Reformismo Ilustrado y la emancipación de América: La obra de Pedro Tomás de Córdova, y fue publicada en 1953 como un libro, El Reformismo Ilustrado en Puerto Rico.
Después de regresar brevemente a México como profesora de historia de los Estados Unidos en el Mexico City College e investigadora del Colmex (ambos entre 1954 y 1955), se desempeñó como historiadora del Instituto de Cultura Puertorriqueña desde 1956 hasta 1961. Permaneció en la UPR hasta 1977 y finalmente se convirtió en profesora emérita allí.
Escribió varias obras académicas sobre la historia de Puerto Rico. Cuando aún era estudiante de posgrado, publicó en el volumen de varios autores Estudios de historiografía americana en 1948. En 1955, se le concedió una beca Guggenheim para estudiar el sistema de intendencias del México colonial. Ella creía que investigar y preservar la historia puertorriqueña era la mejor manera de servir a su pueblo. Según Lizette Cabrera Salcedo, «su mayor legado fue convertirse en historiadora de la identidad puertorriqueña».
Apoyó al Partido Nacionalista de Puerto Rico como militante. Cuando la UPR se negó a concederle licencia para sus estudios de doctorado sin el juramento de lealtad requerido por la Ley 53 de Puerto Rico, reconsideraron después de que el rector del Colmex, Alfonso Reyes Ochoa, y su asesor doctoral, Silvio Zavala, escribieron personalmente al rector de la UPR, Jaime Benítez Rexach, sobre la decisión. La UPR la sometió a la Ley 53 por segunda vez en 1951. Católica, formó parte de la tercera orden de Santo Domingo.
Ganó el premio Humanista del Año de la Fundación Puertorriqueña de las Humanidades en 1985. Fue nombrada miembro de la Academia Puertorriqueña de Historia como titular del escaño número 16. Su biblioteca fue donada al Centro de Investigaciones Históricas de la UPR en 1997. Murió en enero de 2004.